# Paul Diverrès
Pour les articles homonymes, voir Diverrès.
Paul René Yves Marie Diverrès, né  le 12 décembre 1880 à Lorient (Morbihan) et mort le 25 décembre 1946 à Abertawe-Swansea (Pays de Galles), est un chercheur universitaire sur la Matière de Bretagne ("celtic scholar" en anglais), auteur de nombreuses études sur la littérature galloise et un conservateur des manuscrits à la Bibliothèque nationale du Pays de Galles. Il fut également un musicien harpiste occasionnel. Il a été investi comme barde par le Gorsedd de Bretagne et a pris le nom bardique de Tangwall. Il écrivait le plus souvent Pol pour son prénom.

## Famille
Son père, Henri Diverrès, était notaire à Lorient et sa mère s'appelait Pauline Chauvelon. Son fils, Armel Diverrès (1914-1998), né à Liverpool, sera aussi professeur d'université en Grande-Bretagne.

## Études
Il commença ses études supérieures à l'Université de Rennes et s'inscrivit en faculté de médecine à Paris. Changeant d'orientation, il suivit les cours de langues celtiques de Joseph Loth et soutint une thèse en 1913 à l'Université de Rennes sur un ancien traité de médecine en gallois, Meddygon Myddveu. Il alla compléter ses études sur les langues celtiques à Paris, au Collège de France, en Sorbonne, ainsi qu'à l'École pratique des hautes études.

## Néo-druidisme
Il fut admis au Gorsedd de Bretagne comme ovate en 1904 et prit le nom bardique de Ab Sulio qu'il changea en Tangwall (Incendie) en 1907. Encore étudiant à Paris, il se rendit au Pays de Galles en août 1907 pour assister en compagnie de plusieurs autres membres du Gorsedd de Bretagne à l'Eisteddfod qui avait lieu à Swansea. À cette occasion, il fit la connaissance de "Bessie" (Elizabeth) Jones, une harpiste galloise renommée avec laquelle il se maria plus tard, s'installant avec elle au Pays de Galles en 1911.

Jusqu'en 1939 (mise en sommeil de la Gorsedd de Bretagne), il est un membre actif du Collège néo-druidique et soutient les régionalistes groupés autour du druide breton François Jaffrennou. Il fait le lien avec les Gallois intéressés par le panceltisme et vient régulièrement en Bretagne pour participer aux réunions annuelles de la Gorsedd.

En 1934, il sera un des fondateurs du Collège bardique des Gaules.

## Carrière universitaire
En 1914, il reçut son diplôme de Master of Arts (MA degree) à l'Université de Liverpool et obtint un poste d'enseignant à la "Lewis School Pengam" à Pengam, un village minier, actuellement dans le borough de Caerphilly, au nord de Cardiff.
 
Il fut ensuite nommé conservateur des manuscrits de la Bibliothèque nationale du Pays de Galles à Aberystwyth en 1919. En 1923 il accepta un poste au département de langue française de l'université d'Abertawe (Swansea).
Il fit publier un certain nombre de travaux parmi lesquels le plus important est Le plus ancien texte de Meddygon Myddveu, édité à Paris en 1913 par Maurice Le Dault, un éditeur-libraire breton, membre de la Gorsedd de Bretagne (nom bardique : Leorlenner). Il n'oublia pas l'histoire de sa ville natale avec un livre  sur L'attaque de Lorient par les Anglais en 1746 (Rennes, 1931). 
Meddygon Myddveu est l'un des plus célèbres traités de la médecine galloise du Moyen Âge et il s'agit tout autant d'une étude sur la médecine ancienne qu'un travail sur la linguistique de la langue galloise.
En 1947, sa veuve et son fils firent don de sa bibliothèque et de ses papiers (y compris ceux qui lui venaient de son père, Henry Diverrès) à la Bibliothèque nationale du pays de Galles pour former le « Fonds Paul Diverrès » (Paul Diverres Collection).

## Musicien et harpiste
À l'exemple de son épouse, il devient lui-même harpiste et chanteur et joue au nom du collège des bardes bretons (la Gorsedd) qui cherchait un instrument de musique adapté à ses cérémonies, se montrant ainsi précurseur d'un élément du renouveau celtique. Les époux Diverrès  vinrent plusieurs fois en Bretagne pour y donner des concerts. Selon le journal "Ar Bobl" qui qualifie son instrument de "harpe celtique", Paul Diverrès donne son premier concert aux fêtes celtiques de Douarnenez, le 2 août 1912. En 1921, il se produit au Huelgoat, devant le maréchal Foch et André Le Troquer.

## Œuvres
- L'attaque de Lorient par les Anglais en 1746. Rennes, Oberthur, 1931. 188 p.
- Meddygon Myddveu. Édition et présentation d'un traité de médecine en gallois. Paris, M. Le Dault, 1913.
- Istor Breiz hag ar C'helted (Histoire de la Bretagne et des Celtes), sous le pseudonyme collectif de Trivarz en collaboration avec Yves Berthou et Léon Le Berre, Paris, M. Le Dault, 1910.